# Tanusia illustrata
Tanusia illustrata är en insektsart som först beskrevs av Jean Guillaume Audinet Serville 1838.  Tanusia illustrata ingår i släktet Tanusia och familjen vårtbitare. Inga underarter finns listade i Catalogue of Life.